# Uniforme de la selección de fútbol de India
El azul como color nacional para los uniformes deportivos de la India se hizo prominente, debido al éxito de la selección de críquet de India y la de hockey sobre césped. Sin embargo, para su selección de fútbol ha usado diferentes tipos de tonos azules durante décadas.
A principios del siglo XXI, India llevaba una camiseta azul cielo con shorts negros y calcetas azules como su uniforme. En 2002, la Federación de Fútbol de India firmó un acuerdo con el fabricante alemán Adidas para producir el uniforme de la India.  El primer uniforme hecho por Adidas era completamente blanco. Después de cuatro años con Adidas, la FFI firmó un acuerdo por siete años con la compañía estadounidense Nike el 27 de febrero de 2006. Los primeros uniformes de Nike para India fueron en azul más oscuro, mientras que el uniforme de visitante se cambió de blanco a naranja. Para la Copa Asiática 2011, en la que participaba la India, Nike diseñó el uniforme de la India utilizando la misma plantilla que utilizó para otros equipos nacionales como Brasil. En enero de 2013. se anunció que el acuerdo de FFI con Nike se extendió por cinco años adicionales. En septiembre de 2017, antes de la participación del equipo sub-17 en la Copa Mundial de Fútbol Sub-17 de 2017, Nike presentó un uniforme azul celeste para los equipos senior y juvenil de la India. Un año después, el 17 de diciembre de 2018, se anunció que el fabricante indio Six5Six reemplazaría a Nike como fabricante de uniformes de la India. Al convertirse en los nuevos fabricantes de uniformes de India, Six5Six también se convirtió en el primer fabricante en pagar los derechos para producir uniformes de India, después de que Nike y Adidas no pagaran. Six5Six presentó sus primeras camisetas para el equipo antes de la Copa Asiática 2019, de la cual el color local tenía un tono azul celeste similar y el color visitante se cambió de blanco a naranja. Ambas camisetas tenían un diseño único adornado en las mangas que representan rayas de tigre para rendir homenaje a los fanáticos del fútbol indio, que cariñosamente llaman al equipo "Tigres azules".

## Evolución del uniforme

### Proveedores
| Proveedor | Periodo   |
| --------- | --------- |
| Adidas    | 2002–2005 |
| Nike      | 2006–2018 |
| Six5Six   | 2019–2023 |

### Local
| 2002      | 2004–2005 | 2006      | 2006–2007          | 2008–2009   |
| 2009–2010 | 2010–2013 | 2013–2015 | 2015–2016          | 2017        |
| 2018      | 2019-2021 | 2021-2023 | Copa Asiática 2023 | 2024-Actual |

### Visita
| 2002      | 2004–2005 | 2006      | 2006–2007          | 2008–2009   |
| 2009–2010 | 2010–2013 | 2013–2015 | 2015–2016          | 2017        |
| 2018      | 2019−2021 | 2021-2023 | Copa Asiática 2023 | 2024-Actual |